# Erin (Ontario)
Erin es un pueblo canadiense situado en la provincia de Ontario.

## Superficie
Erin tiene una superficie de 298,81 km².

## Demografía
En 2021, tenía 11 981 habitantes, una densidad poblacional de 40,1 hab./km², y 4396 viviendas.